# Естонська музика

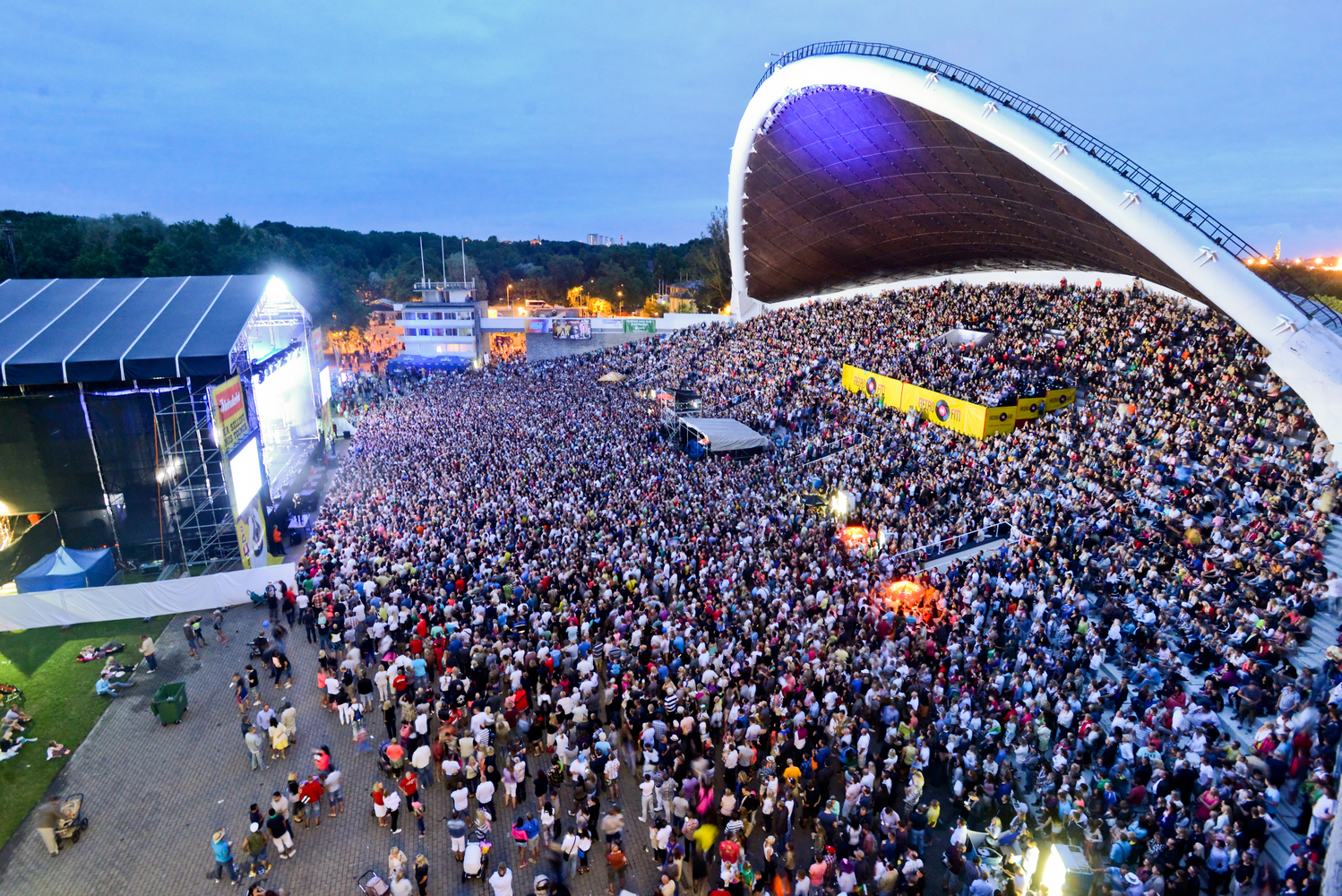
Естонська музика

Естонська музика за походженням пов'язана з культурою прибалтійсько-фінських народів. Естонська музика звучить в Естонії та далеко за її межами, вона продовжує розвиватись в народній та професійній традиціях, вона є предметом вивчення науковців.

## Фольклор
Найдавніші форми музичного фольклору — заговори, голосіння, байки, переклички пастухів. Значну частину естонського фольклору складають одноголосні рунічні пісні — календарно-обрядові, сімейно-обрядові, ліричні, ліро-епічні. За жанровими і стилістичними ознаками розрізняють північні (характерний жанр т.зв. качельних пісень) і південні (пісні пастухів) рунічні естонські традиції. Стилістично відособлений фольклор етнічної групи сету, якому властиве багатоголосся.

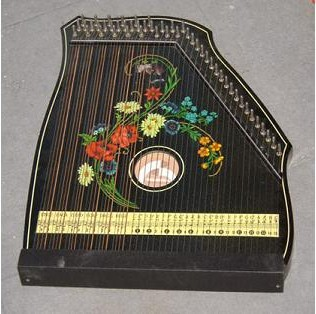

З 17 століття в Естонії розвиваються т. зв. пісні перехідної форми, що мають ознаки як древніх рунічних, так і пізніх пісень з римованим віршем. Поширення останніх з 19 століття пов'язано зі зміною історичних умов (зародження капіталістичних відносин, розвиток міської культури). Для них характерні куплетна форма, мажорні, рідше мінорні наспіви широкого діапазону з функціонально-гармонічною основою, переважно чоловіча традиція виконання. Серед найдавніших інструментів: смичкова 7-струна каннель, смичковий 3—4-струн хійуканнепь, духові — карьяпасун, сарв, вілепілль. З 16 століття поширена естонська волинка — торупілль, з 18 ст. — скрипка, з 19 ст. — багатострунна канель, гармоніка. На цих інструментах виконувалися головним чином танцювальні награші (лабаялавальс полька, рейнлендер).

## Музична культура XVIII–XIX століть
У XVIII столітті естонська музика розвивається в умовах окупації Російською імперією. У цей час почало розвиватися світське аматорське музикування, у релігійних селянських громадах — багатоголосний спів хоралів, що прилучало півчих до мажоро-мінорної ладової системи. Підйом культури в 2-ї половини 19 століття пов'язаний з ростом національної самосвідомості. Просвітителі-демократи (Ф. Р. Фельман, Ф. Р. Крейцвальд та ін.) зіграли істотну роль у становленні естонської фольклористики. В 1857—61 роках був виданий естонський національний поетичний епос «Калевіпоег» (упорядник Крейцвальд). Музичний фольклор записували також А. Томсон, М. Хярма, з 1904 — А. Каллас. Початок професійній музиці Естонії поклали патріотичні хорові пісні А. Кунілейда на сл. Л. Койдула (1869). Багатоестонських музикантів (в тому числі Кунилейд, Томсон) одержали освіту у вчительській семінарії Я. Цимзе в м. Валга. З 1869 у Тарту, а потім у Таллінні (з 1896) стали проводитися всеестонські співочі свята, що поклали початок цієї традиції у Фінляндії, Латвії, потім у Литві. В 1865 засновано аматорські театрально-співочі товариства.
У 1885—94 філолог і композитор К. А. Херман видавав перший естонський музичний журнал «Laulu ja mangu leht». На рубежі 19 — 20 ст. багато естонських музикантів учились в Петербурзькій консерваторії (зокрема, у М. А. Римського-Корсакова). З 1908 в Тарту регулярно проходили симфонічні концерти під орудою Ю. Аавіка, Ю. Сімма, з 1913 — в Таллінні під орудою Р. Кулля. В 1906 при товариствах «Ванемуйне» і «Естонія» відкрились професійні театри. Перша національна опера — «Донька Лембіту» А. Лемби (1908). Автором перших в естонській музиці творів великих форм вважається Р. Тобіас (оркестрова увертюра «Юлій Цезарь» — 1896, кантата «Іоанн Дамаскін».

## Музична культура XX–XXI століть
Із проголошенням Естонської республіки 1918 року починається новий етап розвитку музичної культури цієї країни. 1919 року були відкриті Талліннська консерваторія та вище музичне училище у Татру, створена спілка естонських співаків, що керував проведенням співочих свят та видавав журнал «Muusikaleht». У 1924 створено оркестр естонського радіомовлення. Серед провідних естонських композиторів цього часу — А. Капп, Х. Еллер, Едвард Тубін, Евальд Аав.
Із завоюванням Естонії Радянським союзом 1940 в Таллінні була відкрита філармонія, Будинок народної творчості, естонське відділення СК СРСР очолив Х. Еллер. У 1960-ті — 1980-ті роки спостерігається зростання інтересу естонських композиторів до глибинних пластів національного фольклору, серед композиторів цього напрямку виділяється Вельйо Торміс. На кінець 1960-х років припадає початок творчої діяльності композитора Арво Пярта. Серед інших сучасних композиторів є Рене Ееспере, Урмас Сісаск, Ерккі-Свен Тюур та інші. Із сучасних музикантів — музикант електронник Пеетер Вяхі.
Високого рівня досягло музичне виконавство Естонії. Серед провідних естонських диригентів — Нееме Ярві, Ері Клас і Тину Кальюсте, серед органістів — Гуґо Лепнурм, Кірілліус Креек, Лембіт Авессон. Всесвітньою популярністю користується ансамбль старовинної музики «Hortus musicus» під керівництвом Андреса Мустонена.
Серед найвідоміших гуртів — «Ruja», «J.M.K.E.», «Metsatöll» та інші.

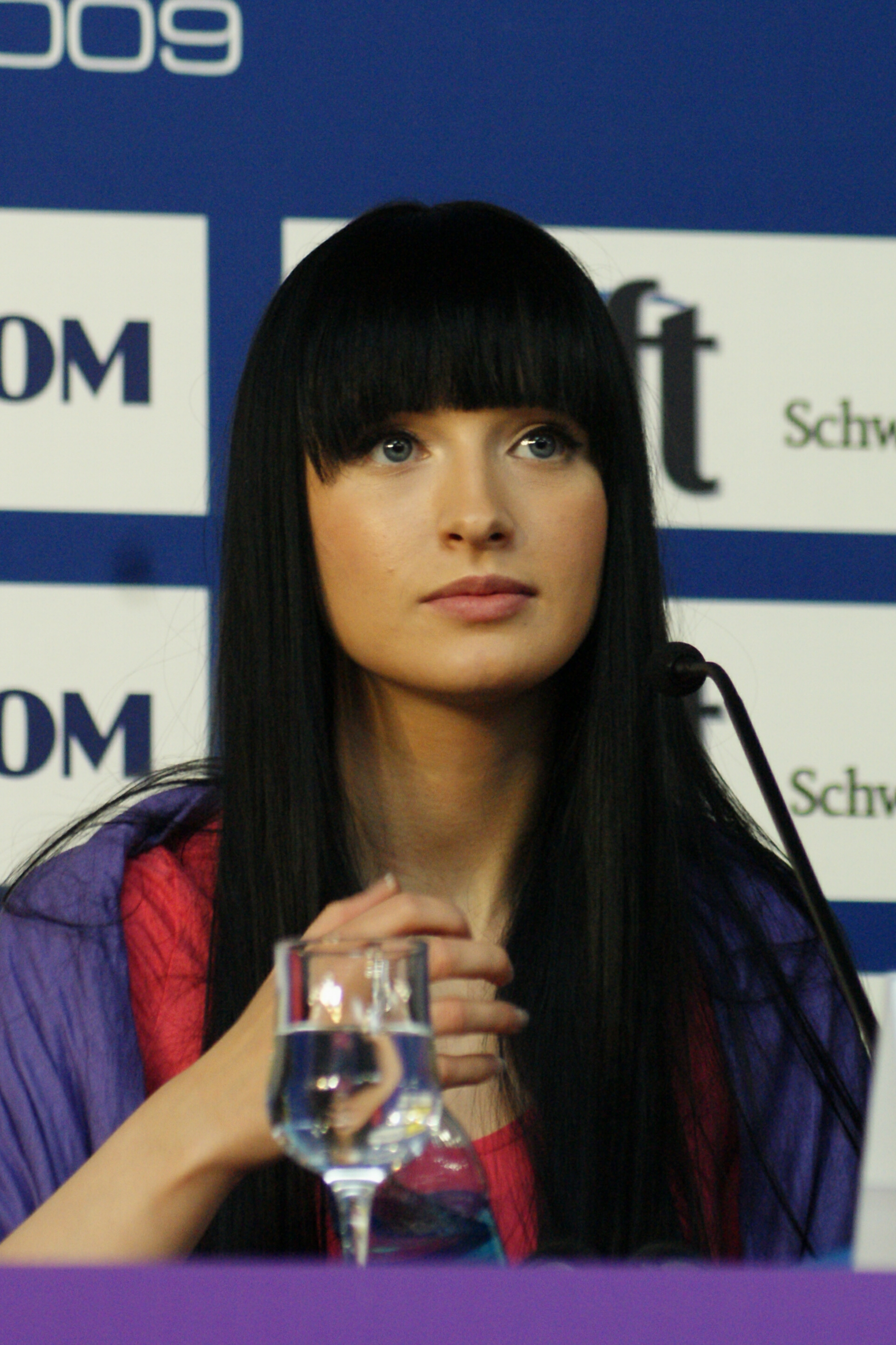
Сандра Нурмсалу, Urban Symphony
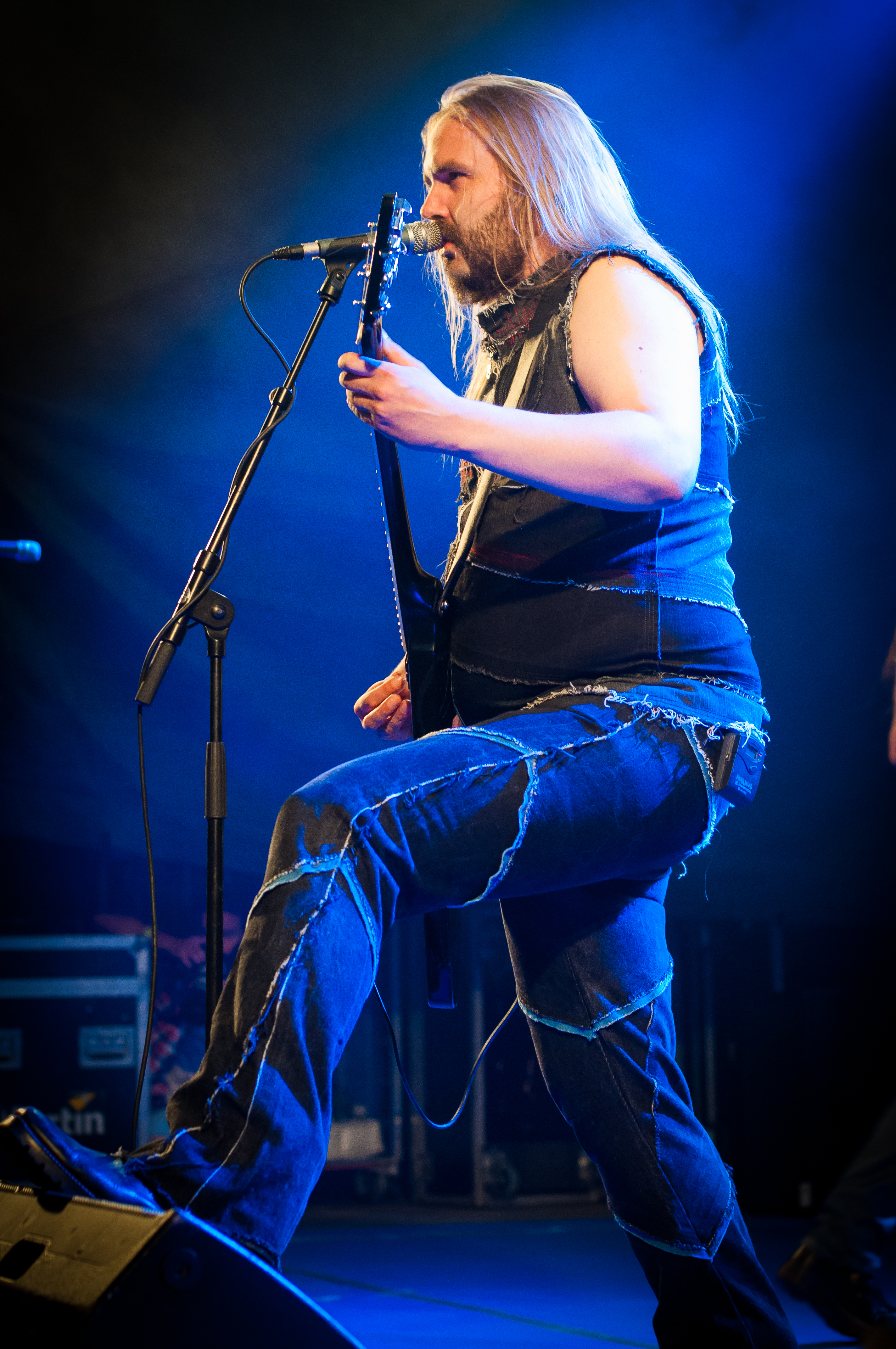
Metsatöll
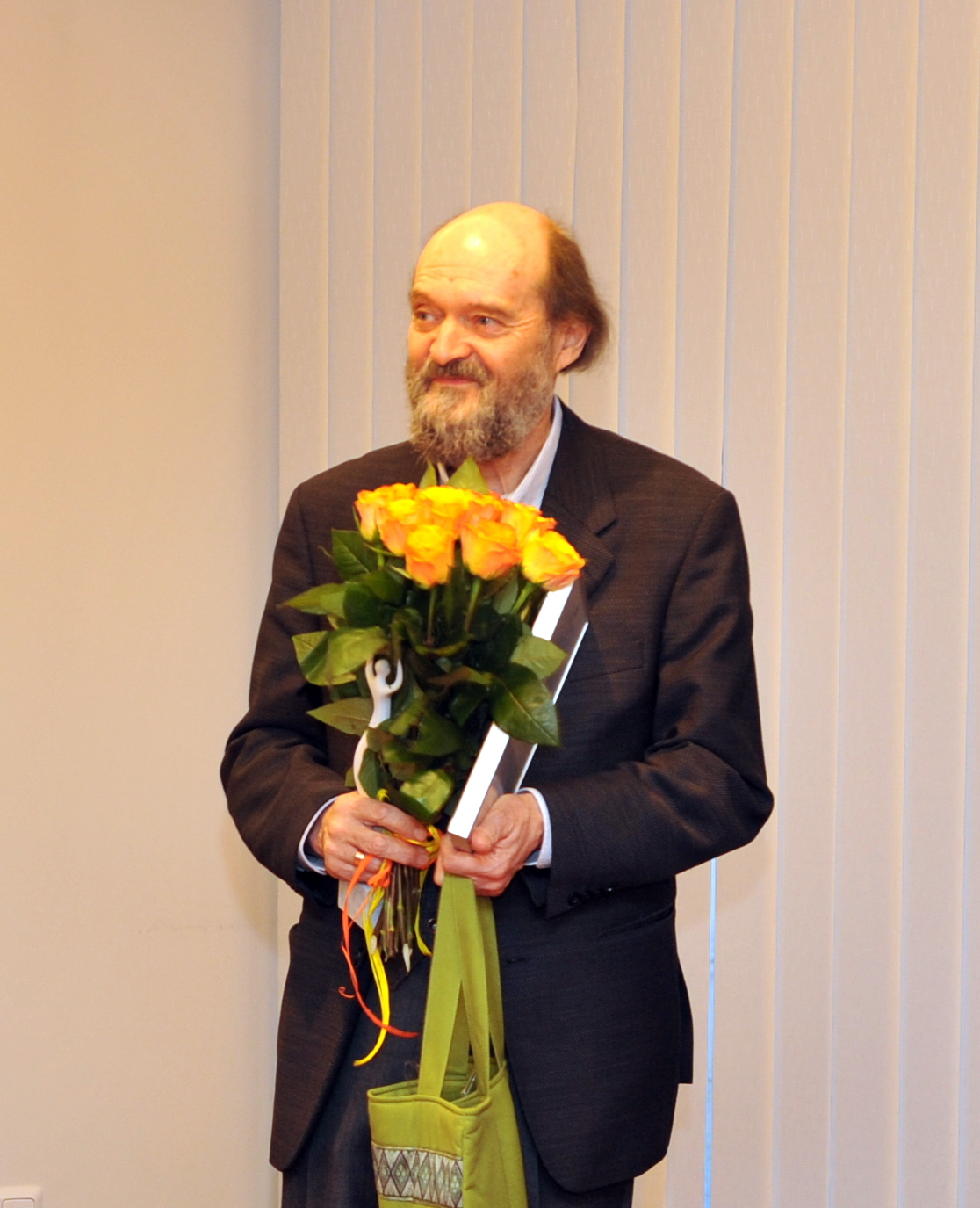
Арво Пярт
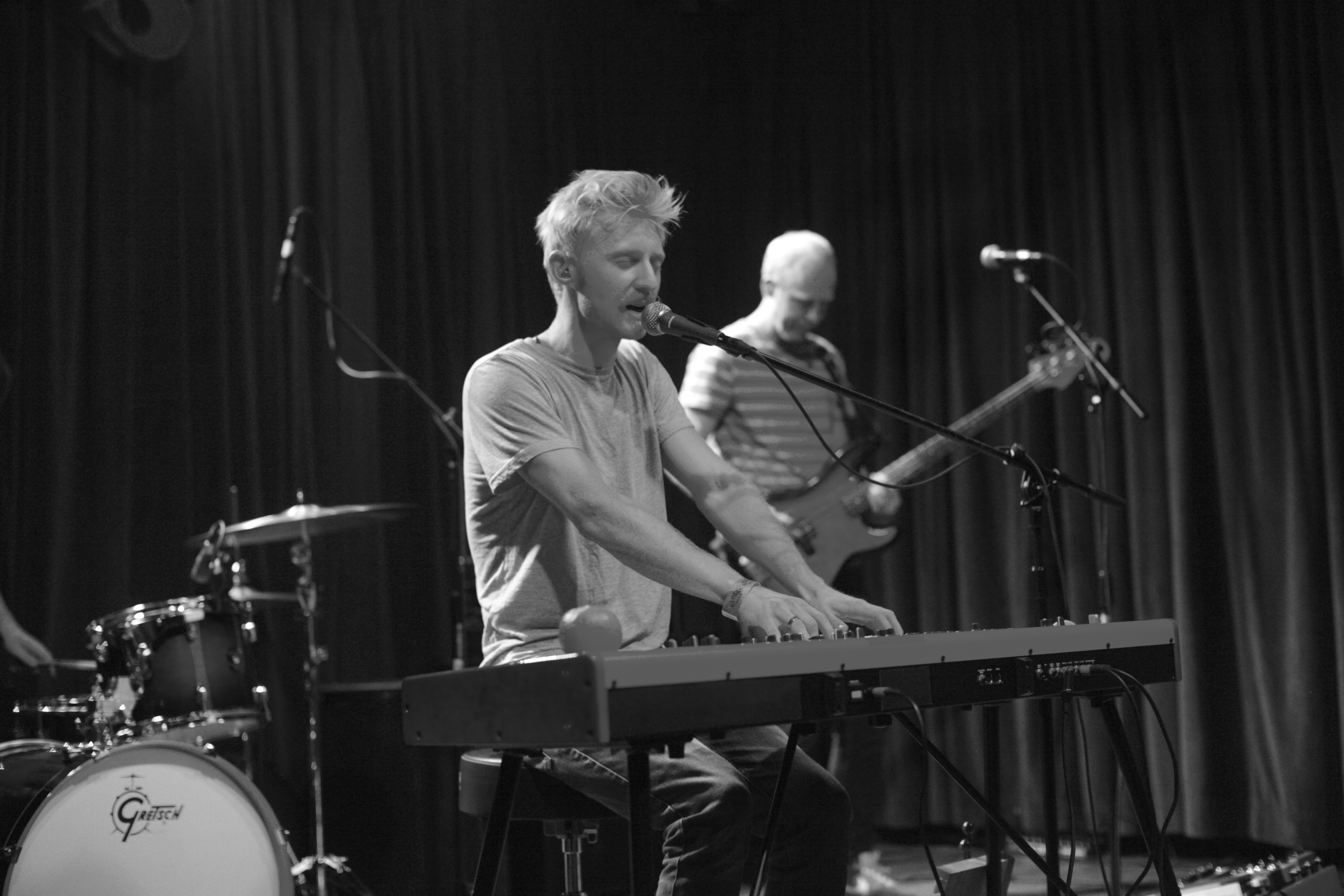
Ewert and the Two Dragons
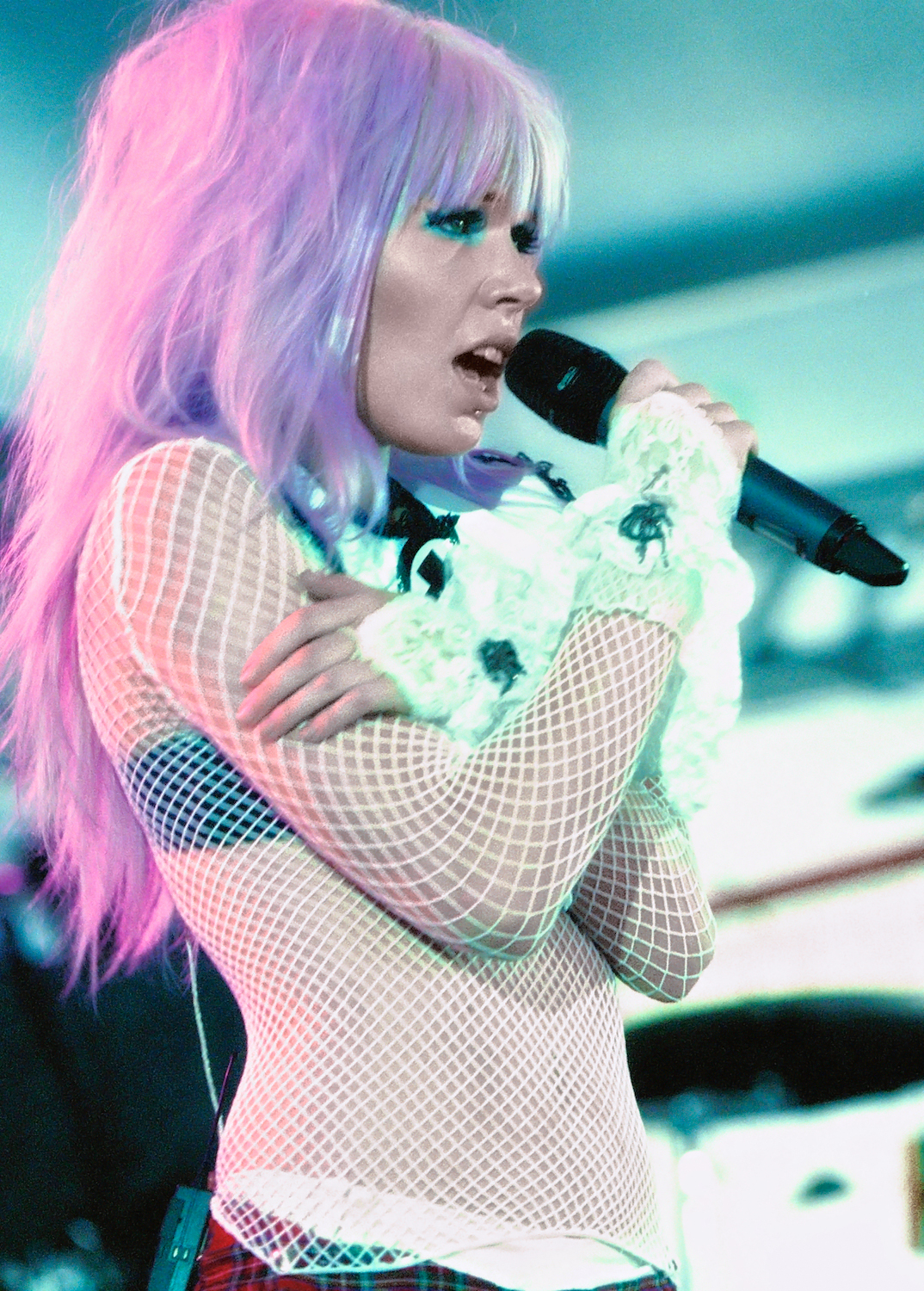
Керлі

## Національні хори
Традиційно на висоті залишається хорове виконавство. Загалом в країні з населенням 1 400 тисяч існує більш ніж 700 хорів, тобто 1 хор на 2 000 мешканців. Серед провідних хорових колективів — Естонський філармонічний камерний хор (Eesti Filharmoonia Kammerkoor, керівник Paul Hilliard), хори «Noorus» та камерний хор KÜKK.

### Професійні
- Eesti Filharmoonia Kammerkoor — керівник: Paul Hilliard.
- Segakoor «Noorus» — керівник: Raul Talmar.
- KÜKK — Chamber Choir of the Estonian Choral Society — керівник: Laine Jänes.

### Колежські
- Tallinna Tehnikaülikooli Kammerkoor — керівник: Peeter Perens.
- Tallinna Muusikakeskkooli Kammerkoor — керівник: Evi Eespere.
- Tehnikaülikooli Akadeemiline Meeskoor — керівник: Jüri Rent.
- Tartu Akadeemiline Meeskoor
- Segakoor Reverti
- Tartu Ülikooli Akadeemiline Naiskoor

### Церковні
- Tallinna Kaarli Kiriku Koor — керівник: Heli Jürgenson.

### Муніципальні
- Eesti Seltsi Segakoor
- Vanalinna Segakoor — керівник: Lauri Aav & Tuuli Metsoja.

### Чоловічі
- Estonian National Male Choir — керівник: Ants Soots.
- Estonian United Boys Choir & Revalia Male Chamber Choir — керівник: Hirvo Surva.
- Tallinna Poistekoor — керівник: Lydia Rahula.

### Жіночі
- Estonian TV Girls' Choir & Children's Choir — керівник: Aarne Saluveer.
- Estonian Academy of Music Female Choir — керівник: Ms. Ene Kangrun.
- Ellerhein Girls Choir — керівник: Ms. Tiia Loitme.
- EKN — Estonian Choral Conductors' Female Choir — керівник: Ants Sööt.